# Com Água na Boca
Pour plus de détails, voir Fiche technique et Distribution.
Com Água na Boca est une chanchada brésilienne en noir et blanc réalisée par J.B. Tanko, sorti en 1956. Le scénario a été écrit par J.B. Tanko et Renato Restier.
Le producteur Herbert Richers dirige pour la seconde fois la production d'un film en présence des clowns Carequinha et Fred. 

## Synopsis
Fred et Carequinha, deux clowns en proie à la famine anime la ville de Rio de Janeiro en tant qu'artistes de rue, raison pour laquelle ils sont souvent persécutés par la police. Lors de leur fuite, ils se réfugient dans la pension des artistes de Madame Malut. Ils trouvent l'aide de la part de la cuisinière Maria da Gloria en leur proposant le poste de concierges. 
Travaillant sur place, les deux clowns se lient d'amitié avec Marina, une jeune artiste en herbe qui rêve de percer à la télévision. Marina reçoit la visite de son oncle millionnaire, Caipira Prudêncio et de son parrain, Bonifácio, propriétaire de l'usine d'insecticides Matarrato. Elle et son compagnon, Milton  demandent alors à Carequinha de se faire passer pour un directeur de télévision afin d'essayer de convaincre son oncle d'investir dans sa carrière artistique.  
Cependant, Carequinha est repéré par le sinistre magicien Dr. Satã dans sa vaine tentative de sortir avec Terezinha, son assistante, ce qui provoquera la jalousie du magicien.

## Fiche technique
Cette fiche technique est établie à partir de Cinemateca brasileira. 
- Titre original : Com Água na Boca
- Réalisation : J.B. Tanko
- Scénario : J.B. Tanko et Renato Restier
- Directeur artistique : Nicolas Lounine et Alexandre Horvat
- Photographie : Amleto Daissé
- Son : Nelson Ribeiro
- Montage : Rafael Justo
- Musique : Haroldo Eiras
- Production : Herbert Richers
- Société de production : Cine TV Filmes[N 2]
- Sociétés de distribution : Sonofilmes, Ubayara Filmes (São Paulo)
- Pays d'origine :  Brésil
- Langue originale : portugais
- Format : noir et blanc - 1,37:1 - 35 mm (Eastman)
- Genre : comédie musicale
- Durée : 90 minutes
- Dates de sortie : 1956 (Brésil)

## Distribution
| - Carequinha : Carequinha - Fred Villar : Fred - Renato Restier : Dr. Satã - Costinha : Bonifacio, parrain de Marina - Anilza Leoni : Marina - Adalgisa Colombo : Terezinha, assistante du magicien Dr. Satã - Alberto Perez : Milton, compagnon de Marina - Procopinho : Caipira Prudêncio - Yara Jety : Maria da Glória - Othello Zeloni : Filipini, directeur de télévision - Jorge Petroff - Madame Lou : Madame Malut, la propriétaire de la pension - Antônio Garcia - Cazarré Filho : Mendiant | - Dracon - Patrícia Laura - Rosa Sandrini - Aldo Nélio - Rosita Lopes - Angela Maria - Cauby Peixoto - Lidia Reis - Orlando Guy - Três Rubis - Jupira e Suas Cabrochas - Sarrafo |

Acteurs non crédités
- Lia Mara
- Helba Nogueira
- Jaime Ferreira

## Musique
La bande originale de Com Água na Boca a été dirigée par le compositeur brésilien Haroldo Eiras et arrangé par Renato De Oliveira. Elle se compose de six titres, principalement composée par Assis Valente. 
Dans le film, le chanteur brésilien Cauby Peixoto fait son apparition en interprétant un de ses titres à succès, Conceição, composé par le mélodiste Dunga et le parolier Jair Amorim. La chanteuse Angela Maria y apparaît également pour interpréter Mentindo, un titre qu'elle a également chanté dans Rio Fantasia réalisé par Watson Macedo en 1957.
| N° | Nom              | Interprète(s)                         | Auteur(s)                          |
| -- | ---------------- | ------------------------------------- | ---------------------------------- |
| 01 | Com água na boca | Ensemble des acteurs                  | Assis Valente                      |
| 02 | Me leva          | Três Rubis et Jupira e Suas Cabrochas | Assis Valente                      |
| 03 | Ai, sa moça      | Anilza Leoni                          | Assis Valente                      |
| 04 | U-la-la          | Madame Lou et Carequinha              | Assis Valente                      |
| 05 | Mentindo         | Angela Maria                          | Eduardo Patané et Lourival Faissal |
| 06 | Conceição        | Cauby Peixoto                         | Duga et Jair Amorim                |

## Distinctions
| Année | Cérémonie                                 | Prix              | Lauréat      |
| ----- | ----------------------------------------- | ----------------- | ------------ |
| 1956  | 4e Festival du cinéma du District Fédéral | Meilleure actrice | Anilza Leoni |